# 马里尼勒沙泰勒
马里尼勒沙泰勒（法語：Marigny-le-Châtel，法語發音：[maʁiɲi lə ʃatɛl]）是法国奥布省的一个市镇，属于塞纳河畔诺让区。

## 地理
马里尼勒沙泰勒（48°24'9"N, 3°44'14"E）面积20.31 平方千米，位于法国大東部大區奥布省，该省份为法国中北部省份，北起马恩省，西接塞纳-马恩省，西南至约讷省，东南至科多尔省，东临上马恩省。
与马里尼勒沙泰勒接壤的市镇（或旧市镇、城区）包括：阿翁拉佩兹、奥塞莱特鲁瓦迈松、普吕奈-贝尔维尔、里尼拉诺讷斯、圣弗拉维、圣吕皮安、圣马丹德博斯奈。

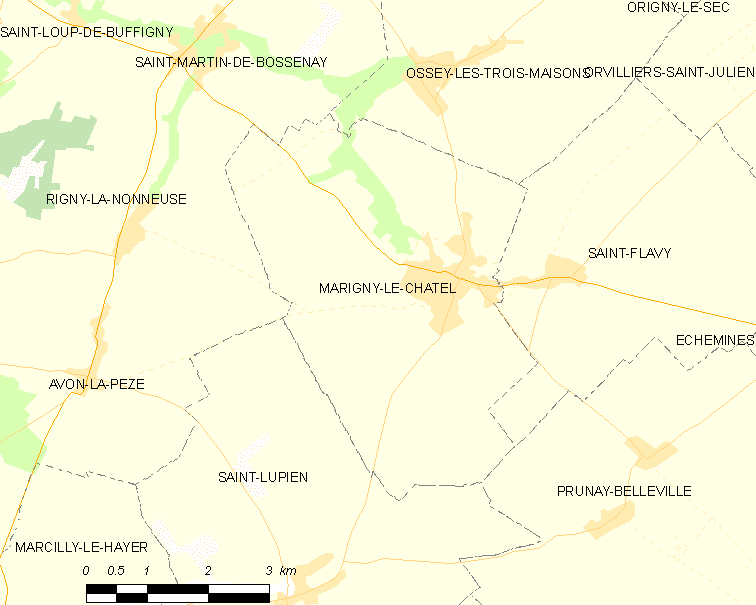
马里尼勒沙泰勒的OSM定位图

马里尼勒沙泰勒的时区为UTC+01:00、UTC+02:00（夏令时）。

## 行政
马里尼勒沙泰勒的邮政编码为10350，INSEE市镇编码为10224。

## 政治
马里尼勒沙泰勒所属的省级选区为圣利耶县。

## 人口

1962-2008年间马里尼勒沙泰勒人口变化图示

马里尼勒沙泰勒于2022年1月1日时的人口数量为1753人。